# Самойлов, Сергей Геннадьевич
Сергей Генрихович  Самойлов (род. 4 января 1958, Казахская ССР, СССР – 26/27 января 2009, Гималаи) — высотный альпинист. Имеет титул «Снежный барс» (прошёл все пять семитысячников СНГ за один сезон 1985 года). Мастер спорта Республики Казахстан, обладатель высшей континентальной награды Азии по альпинизму «Золотой Ледоруб Азии»  (Piolet D’Or Asia): в 2006 году — за первопроход на Манаслу. Тренер секции ЦСКА МО РК, руководитель отряда горных спасателей в Алматы.

## Значимые восхождения
2000 год — Хан-Тенгри (Центр С стены, категория 6Б, 1-е место чемпионат СНГ, технический класс).
2007 год — Пик Семенова-Тяньшанского (4875м. 5Б, Чемпионате Казахстана по альпинизму 1 место).
В дуэте с Денисом Урубко (знаменитая связка ДУСС):
Июль 2005 года — Броуд Пик (8051 м, первопроход по юго-западной стене в альпийском стиле, категория 6Б, номинация (Золотой ледоруб) — 2005).
2006 год, дважды на Манаслу (8156 м, 24 апреля — по классическому пути и 5 мая — первопроход по северо-восточному склону в альпийском стиле, категория 6А), получили «Золотой ледоруб Азии — 2006» и вновь номинированы на Золотой ледоруб — 2006, Урубко снял фильм «Пять снов Манаслу».
2007 год, 1 мая — Дхаулагири (8167 м, по классике, команда ЦСКА: Д. Урубко, С. Самойлов, Е. Шутов и С. Шарипова).
2007 год, 2 октября — К2 (8611 м). Номинация «Золотой ледоруб Азии — 2007».
После зимней неудачной попытки восхождения на Макалу в 2008 году дуэт Урубко — Самойлов распался.

## Гибель
Сергей Самойлов погиб 26 или 27 мая 2009 года, при попытке восхождения на Пик Лхоцзе (Гималаи) в составе Казахстанской программы 14-ти восьмитысячников при неизвестных обстоятельствах. Предположительной причиной смерти называют удар лавиной.

## Семья
Сергей Самойлов был женат, имел троих детей.